# Don (Yorkshire)
Don – rzeka w Anglii, w hrabstwach South Yorkshire i East Riding of Yorkshire, o długości 112 km. Rzeka ma swoje źródło w Górach Pennińskich i płynie na wschód przez miasta Penistone, Sheffield, Rotherham, Mexborough, Conisbrough, Doncaster i Stainforth aż do ujścia do rzeki Ouse, w pobliżu miasta Goole.
Głównymi dopływami rzeki Don są Loxley, Rivelin, Sheaf, Rother oraz Dearne.